# Todus subulatus
Todus subulatus là một loài chim trong họ Todidae.